# Ингеборг Хоконсдатер
Ингеборг Хоконсдатер (на старонорвежки: Ingibjörg Hákonardóttir, на норвежки: Ingebjørg Håkonsdatter, на шведски: Ingeborg Håkansdotter; * 1301, † 17 юни 1361) е норвежка принцеса и чрез женитба принцеса на Швеция и дукеса на Сьодерманланд.

## Живот
Дъщеря е на норвежкия крал Хокон V Магнусон и на Еуфемия фон Рюген, дъщерята на Вислав II, княз на Рюген.
На 29 септември 1312 г. Ингеборг се омъжва за шведския принц Ерик Магнусон Дългия, брата на Биргер Магнусон, и чрез брака си получава титлите принцеса на Швеция и дукеса на Сьодерманланд. От брака на Ингеборг и Ерик Магнусон се ражда Магнус Ейриксон, крал на Норвегия (1319 – 1343 г.) и крал на Швеция (1319 – 1364 г.). След убийството на съпруга ѝ, Ингеборг участва в регентския съвет, който управлява от името на сина им между 1319 и 1327 г. От този брак се ражда и дъщеря – Еуфемия Ериксдотер, дукеса на Мекленбург след брака си с Албрехт II.
През 1322/1323 г. Ингеборг се опитва с помощта на любовника си Кнут Порсе, датски благородник, да се възползва от слабостта на датския крал Кристофер II, за да придобие Сконе и да го добави към собственото си норвежко владение. Тази ѝ инициатива получава одобрението на регентския съвет на Норвегия, но не и на този на Швеция, в крайна сметка пропада и като следствие от това Ингеборг влиза в конфликт с регентските съвети и е изключена от тях.
На 21 юни 1327 г. тя се омъжва за Кнут Порсе. От този брак има двама сина, Хокон и Кнут, и дъщеря Биргита.